# Майстер (персонаж)
Майстер — літературний персонаж роману Михайла Булгакова «Майстер і Маргарита».

## Опис

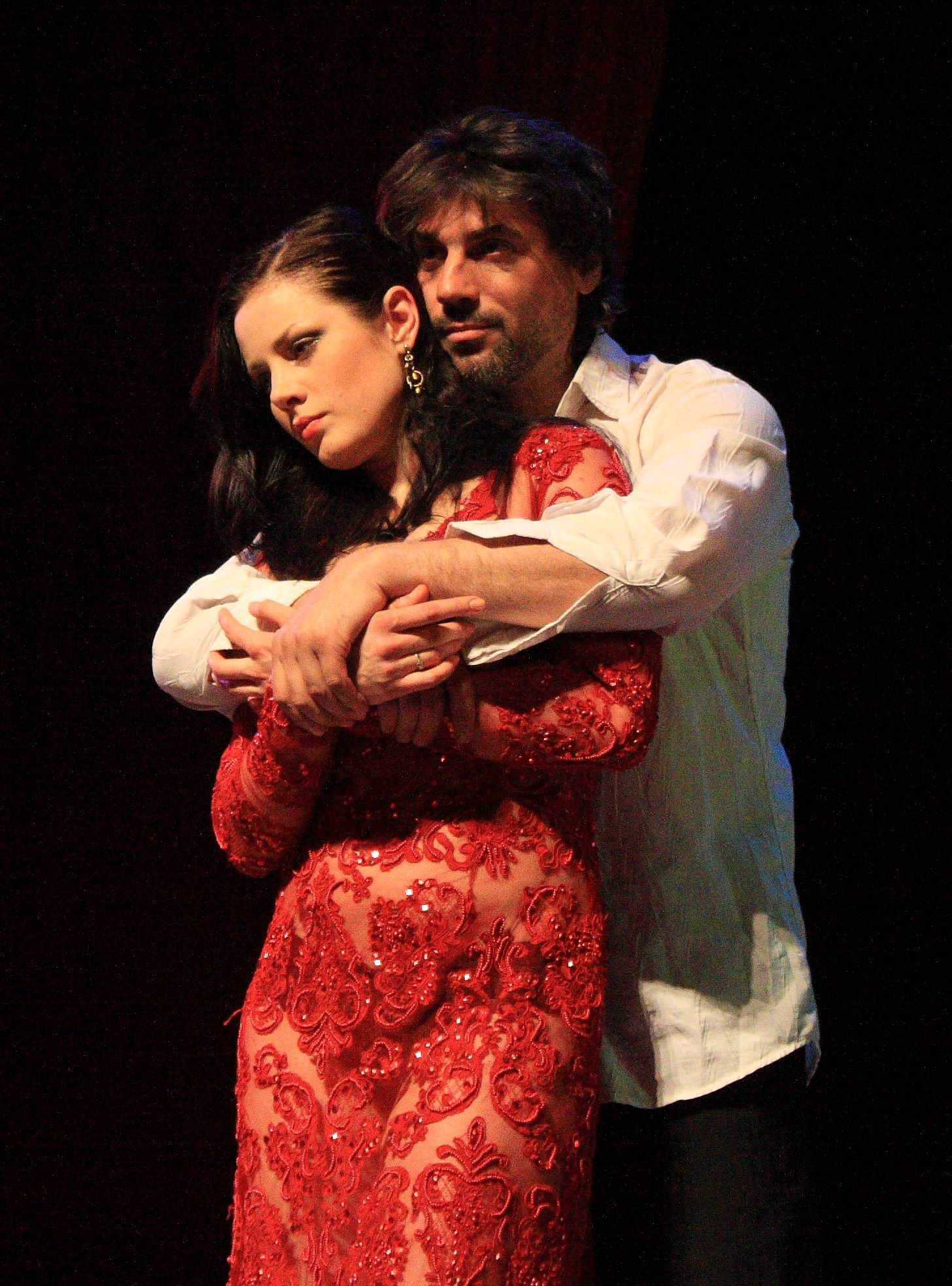

Майстер — москвич, за професією колишній історик, людина високоосвічена, яка знає кілька іноземних мов.
Вигравши в лотерею велику суму грошей, він зміг присвятити весь свій час написанню роману про Понтія Пілата та історії останніх днів життя Ієшуа Га-Ноцрі. Однак перша ж спроба опублікувати роман викликала хвилю критики з боку професійних літераторів. Через нескінченне цькування Майстер поступово з'їхав із глузду та в один з моментів відчаю спалив свій роман.
Ці ж газетні статті навели одного зі знайомих Майстра на думку написати помилковий донос, щоб дістати його квартиру. У результаті розслідування Майстер був звільнений, але, втративши квартиру, гроші та сенс життя, він вирішує знайти спокій у клініці для душевнохворих.
Історія роману зацікавила Воланда. Він повертає спалені рукописи, а також надає Майстру і його коханій Маргариті місце вічного спокою і усамітнення.
Про себе майстер говорить: «У мене немає більше прізвища». У романі це прізвисько пишеться з малої літери.
Майстер у російській та світовій літературі став символом художника, творця в широкому розумінні слова, який своїми творами ввійшов у конфлікт з офіційною культурою свого часу. У випадку булгаковського героя майстер увійшов у конфлікт із соціалістичним реалізмом.
«Зловісний зміст (поняття майстер) стає очевидним, якщо врахувати, що Система мала на увазі під ним письменників, які готові наступити на горло своїй пісні і створювати бажані їй творіння», — пише критик-булгаковед Альфред Барков.

## Майстер у фіналі роману
Існує трактування, за яким завершення роману може лише на перший погляд здатися оптимістичним: Пілат пішов з Ієшуа, Майстер отримав спокій.
При втечі з Москви, у польоті сатани з почтом перетворюється все — змінюється Маргарита, змінюється сам Воланд, стає красивий Бегемот, з гаер в лицаря перетворюється Коров'єв, постає у своєму справжньому образі Азазелло. Змінюються всі — крім Майстра. Майстер змінюється лише в одязі. Ні очі, ні обличчя, ні душа у нього не змінюються.
У нагороду, яку складно назвати такою, Майстер отримує не світло, а спокій, і його віддано в руки відьми Маргарити. В останній появі Майстра в романі ми бачимо людину, яка обросла бородою та залякано озирається, яку за руку веде Маргарита. Таку нагороду можна назвати покаранням, тому що майстру дано Ніщо і він покинутий в небуття.
Насправді фінал Майстра трагічний, тому що диявольські дари будуть не втішати, а мучити. Воланд маскується й на прощання говорить, що піднесені їм дари не тільки і не стільки від нього самого, скільки від Ієшуа: «те, що я пропоную вам, і те, про що просив Ієшуа за вас же». До того ж, з фіналу роману виявляється, що Майстер більше не в силах написати ще що-небудь. Він висушений до дна як творча особистість. Тобто, на відміну від Фауста Гете, Майстер не прощений, а всього лише нагороджений мороком спокою.
Дуже важливо зрозуміти, за що Воланд «нагороджує» таким чином Майстра. Майстер створив літературний твір, але не довів справу до кінця, злякавшись і знищивши роман.
Кінцева мета появи Майстра, роману про Пілата — донести до людей слово сатани, виправдати, відбілити себе в очах тих, кого диявол ненавидить. Це не відбулося. У результаті Воланд «нагороджує» Майстра відповідно до виконаної роботи. (див. Андрій Кураєв «Майстер і Маргарита: за Христа чи проти?»).

## Передумови
Є припущення, що образ Майстра багато в чому автобіографічний — Михайло Булгаков також спалив першу редакцію свого роману й, навіть написавши його заново, розумів, що опублікувати такий ортодоксальний твір в СРСР 1930-х — 1940-х років майже нереально.
На думку аматора-літературознавця Баркова прототипом для Майстра також став Максим Горький — пролетарський письменник № 1. Він навіть схильний вважати, що дата смерті Горького (1936 рік) і є час подій основної сюжетної лінії роману «Майстер і Маргарита».

## Образ майстра в кінематографі
- Віктор Раков — фільм 1994 року (Росія)
- Олександр Галібін — телесеріал 2005 року (Росія)